# Stefan Walewski (zm. 1680/1681)
Stefan Walewski herbu Kolumna (zm. w 1680/1681 roku) – kasztelan spycimierski w latach 1657–1680,  deputat województwa sieradzkiego na Trybunał Główny Koronny w 1645/1646 roku, starosta warcki.
Był elektorem Władysława IV Wazy z województwa łęczyckiego. Był elektorem Michała Korybuta Wiśniowieckiego z województwa sieradzkiego w 1669 roku. Członek sądu kapturowego dla powiatów sieradzkiego i szadkowskiego w 1673 roku.